# A Halloween véget ér
A Halloween véget ér (eredeti cím: Halloween Ends) 2022-ben bemutatott amerikai slasher horrorfilm, amelyet David Gordon Green rendezett, a forgatókönyvet pedig Green, Danny McBride, Paul Brad Logan és Chris Bernier írták. A film a 2021-es Gyilkos Halloween című film folytatása és a Halloween-franchise tizenharmadik része. A főszerepben Jamie Lee Curtis, James Jude Courtney, Andi Matichak, Will Patton és Kyle Richards látható, akik mindannyian megismétlik a korábbi részekben játszott szerepeiket. 
2018 júniusában, a Halloween (2018) megjelenése előtt McBride megerősítette, hogy ő és Green további két egymás után forgatott filmet akartak készíteni, de nem vállalták, mert meg akarták várni az első film reakcióit. 2019 júliusában jelentették be a film címét a Gyilkos Halloween mellett. Jason Blum Blumhouse Productions nevű cége, valamint a Rough House Productions, a Miramax és a Trancas International Pictures produkciós cégek készítették a filmet.
A filmet Franciaországban 2022. október 12-én, az Amerikai Egyesült Államokban és az Egyesült Királyságban pedig október 14-én mutatták be a mozikban. Magyarországon október 13-án jelent meg az UIP-Dunafilm forgalmazásában.

## Cselekmény
2019 Halloween-ján Corey Cunningham egy Jeremy nevű kisfiúra vigyáz, aki megtréfálja Corey-t azzal, hogy bezárja őt a padlásra. Amikor Jeremy szülei hazaérkeznek, Corey kirúgja a padlás ajtaját, ezáltal Jeremy a lépcső korlátján átesve lezuhan a halálba. A szülők Corey-t vádolják fiuk halála miatt, de felmentik a vádak alól.
3 évvel később Haddonfield városa még mindig a sebeit nyaldossa Michael Myers legutóbbi ámokfutása után, bár Michael-nek nyoma veszett. Ez idő alatt Laurie Strode az új házában próbál új életet kezdeni unokájával, Allyson-nal. Corey-t, aki munkát kapott mostohaapja roncstelepén, pedig ki nem állják a város lakói a történtek miatt. Egyik nap amikor haza felé tart, néhány középiskolai zaklató elkezdi szekálni őt és eközben megsebesíti magát. Laurie a távolban észre veszi őt és abba az orvosi rendelőbe viszi, ahol Allyson dolgozik. Allyson és Corey közt elkezdődik egy romantikus kapcsolat és később elmennek egy halloween-i buliba, azonban Corey találkozik Jeremy anyjával, ezért elmegy a buliból és ismét szembetalálja magát a zaklatókkal, akik ledobják őt egy hídról és egy rejtélyes alak a csatornába viszi őt. Corey felébred és rájön, hogy ez a személy nem más, mint Michael, aki az elmúlt négy évben a csatornában élt. Először meg akarja ölni a fiút, de megérzi benne a sötétséget, ezért életben hagyja. Miközben elhagyja a csatornát, Corey-t megtámadja egy késsel felfegyverzett hajléktalan. Egy dulakodás közepette Corey leszúrja a férfit és elmenekül. 
Allyson és Corey elmennek egy randevúra, de felbukkan Allyson ex-barátja, aki egy rendőrtiszt, és elkezdi molesztálni őket. Emiatt Corey később a csatornába tereli a rendőrt és ráveszi Michael-t, hogy ölje meg, ezzel újra felébresztve benne a gyilkos ösztönt. Allyson megtudja, hogy előléptették egy nővértársa javára, akinek viszonya van az orvossal. Corey és Michael összefognak, majd leszámolnak az orvossal és nővérrel az utóbbi lakásánál. Allyson és Corey azt tervezik, hogy maguk mögött hagyják Haddonfield-et a múltbeli trauma miatt, miközben Laurie egyre gyanakvóbbá válik Corey iránt, miután az úgy kezd viselkedni, mint Michael. Megtiltja neki, hogy Allyson-nal elhagyja a várost, majd Corey a nőt kezdi el hibáztatni a Haddonfield-ben történtek miatt és kijelenti, hogyha nem lehet az övé Allyson, akkor nem lesz senkié.
Október 31-én Corey visszatér a csatornába, ahol legyőzi Michael-t és ellopja a maszkját. Eközben Laurie és Allyson összevesznek, majd a lány is elkezdi hibáztatni Laurie-t Michael tettei miatt. Aznap éjjel Corey ámokfutásba kezd és megöli a középiskolai zaklatókat a roncstelepnél. A vérfürdő közepette Corey mostohaapja is meghal. Majd a fiú az anyját, majd a rádióállomáson tartózkodó DJ-t és recepcióst is elteszi láb alól. A Strode-háznál Laurie megjátsza a saját öngyilkosságát, hogy csapdába csalja Corey-t. Corey nyakon szúrja saját magát, hogy elhitesse Allyson-nal, hogy Laurie ölte meg őt. Hirtelen megjelenik Michael, majd visszaveszi a maszkját és kivégzi Corey-t. Laurie összecsap Michael-lel és egy asztalhoz szegezi őt. Majd leveszi a maszkját és elvágja a torkát, azonban Michael megragadja Laurie nyakát, de Allyson is megérkezik és eltöri a karját. Végül Laurie elvágja Michael csuklóját, ezzel végleg megölve őt és megbosszúlva lánya, Karen halálát. 
Laurie a roncstelephez viszi Michael holttestét, ahol Haddonfield egész lakosságának segítségével egy ipari aprítógépbe hajítja őt, így a városlakók örökre megszabadulnak az őket fenyegető szörnyetegtől. Néhány nappal később Allyson elköltözik Haddonfield-ből. Laurie befejezi a memoir-ját és újraösszejön Hawkins rendőrtiszttel.

## Szereplők
| Szerep                  | Színész                         | Magyar hang       |
| ----------------------- | ------------------------------- | ----------------- |
| Laurie Strode           | Jamie Lee Curtis                | Kovács Nóra       |
| Allyson Nelson          | Andi Matichak                   | Csuha Borbála     |
| Michael Myers / Az alak | James Jude Courtney Nick Castle | nem szólal meg    |
| Frank Hawkins helyettes | Will Patton                     | Bognár Tamás      |
| Corey Cunningham        | Rohan Campbell                  | Csiby Gergely     |
| Lindsey Wallace         | Kyle Richards                   | Farkasinszky Edit |

### Magyar változat
- Magyar szöveg: Speier Dávid
- Hangmérnök: Salgai Róbert
- Vágó: Kránitz Bence
- Gyártásvezető: Kablay Luca
- Szinkronrendező: Molnár Ilona
- Produkciós vezető: Haramia Judit

A szinkront az Iyuno-SDI Group Budapest készítette.

## Marketing
Ahogy Jamie Lee Curtis a Twitteren is utalt rá, az első kedvcsináló előzetes 2022. július 20-án kerül a mozikba. A kiszivárogtatások miatt 2022. július 19-én este a Universal hivatalosan is megjelenítette az előzetest.

## Bemutató
A Halloween véget ért 2022. október 14-én mutatták be a mozikban. Eredetileg 2021. október 15-én jelent volna meg, de a COVID-19 világjárvány miatt későbbre halasztották.

## Fordítás
- Ez a szócikk részben vagy egészben  a   Halloween Ends című angol Wikipédia-szócikk fordításán alapul.  Az eredeti cikk szerkesztőit annak laptörténete sorolja fel. Ez a jelzés csupán a megfogalmazás eredetét és a szerzői jogokat jelzi, nem szolgál a cikkben szereplő információk forrásmegjelöléseként.